# Ramona Wulf
Ramona Wulf (auch bekannt unter: Ramona), bürgerlich: Ramona Kraft; (* 18. Oktober 1954 in Hanau) ist eine deutsche Schlager-, Disco- und Popsängerin.

## Leben
Ramona ist die Tochter eines afroamerikanischen US-Soldaten und einer Deutschen. Sie wuchs bei Pflegeeltern auf, die ihr Talent erkannten und ihr privaten Gesangsunterricht ermöglichten. Ramona ging in die Hanauer Klasse, in der 1964 eine Granatwerferpatrone explodierte. Ein Junge hatte den Sprengkörper mitgebracht und fallen gelassen. Durch die Explosion wurden 30 Kinder zum Teil schwer verletzt. Ramona bekam zwei Splitter ins Knie, die entfernt werden konnten. 1969 wurde sie in Frankfurt am Main bei einem Talentwettbewerb entdeckt und nahm ihre erste Single auf.
Den größten Erfolg als Solosängerin hatte sie 1971 mit dem Titel Alles was wir woll’n auf Erden, der es bis auf Platz acht der deutschen Singlecharts schaffte. Zwischen 1970 und 1973 war sie sehr häufig in der ZDF-Hitparade zu Gast. Mit Alles was wir woll’n auf Erden war sie hier die zweite Frau nach Manuela, der ein Sieg gelang. Während dieser Zeit konnte sie außerdem mehrfach vordere Plätze bei der Otto-Wahl der Jugendzeitschrift Bravo zur beliebtesten Sängerin belegen (1971: 5. Platz, 1972: 6. Platz, 1973: 9. Platz) und trat mit ihrem erfolgreichsten Lied in der Filmkomödie Tante Trude aus Buxtehude auf. Nach einem letzten Erfolg mit Das weiß der Himmel allein 1973 brach ihre Karriere plötzlich ab. Keine der fünf Singles, die sie bis 1975 noch veröffentlichte, wurde zu einem Erfolg. Mit einer deutschen Version von Sugar Candy Kisses bahnte sich jedoch ein Imagewandel vom schlagersingenden Teenager zur attraktiven jungen Frau an.
Mit der Single Käm doch einmal ein Seemann konnte sich Ramona noch in vielen Rundfunk-Hitparaden im Jahr 1974 platzieren.
Ab 1975 gehörte sie neben Penny McLean und Linda G. Thompson zu der Gruppe Silver Convention, die mit Titeln wie Fly Robin Fly und Get Up and Boogie große internationale Erfolge erreichen konnten. Die Band war nach Bert Kaempfert erst der zweite deutsche Act, der erste Plätze in den amerikanischen Charts erreichte. Bis zur Auflösung der Gruppe 1979 gab es einige Wechsel in der Besetzung, Ramona war das einzige ständige Mitglied. 1977 nahmen Silver Convention mit dem englischsprachigen Titel Telegram für die Bundesrepublik Deutschland am Eurovision Song Contest teil und erreichte Platz 8.
In den folgenden Jahren versuchte sie es wieder solo und nahm noch einige Singles und Alben auf, die aber kaum nennenswerte Erfolge brachten. Lediglich Flashdance – Tanz im Feuer, eine Coverversion des Irene-Cara-Hits Flashdance... What a Feeling, fand Beachtung und stieg im Oktober 1983 auf Platz 35 der deutschen Airplaycharts.
Heute lebt Ramona Wulf mit ihrem Mann und drei Kindern in Berlin, engagiert sich in ihrer örtlichen katholischen Pfarrei und tritt nur noch selten auf Galas oder in Talkshows im Fernsehen auf. 2010 schloss sie mit Erfolg ihre Ausbildung zur Heilpraktikerin ab.

## Diskografie

### Alben
- 1971 Alles was wir woll’n auf Erden
- 1973 Ihre großen Erfolge
- 1977 Natural Woman
- 1978 Parlez-moi d´amour
- 1980 Shake What Yo’ Mama Give Ya
- 1986 Strip to the Heart
- 1988 Mood to Mood

### Singles
- 1970 Du – ich brauche was und das bist du / Liebe ist ein schönes Spiel
- 1971 Alles was wir woll’n auf Erden / Ich muss telefonieren
- 1971 Merry Christmas / Das Weihnachtsmärchen vom Gänseblümchen
- 1971 Jeder ist nur eine Hälfte / Kein Prinz, kein Held, kein Millionär
- 1971 Lieber dich und kein Geld / Weinen ist Silber, Lachen ist Gold
- 1972 Liebe ist für alle da / Nur Probleme
- 1972 Wenn du gehst / Party Party
- 1973 Das weiß der Himmel allein / Zuerst kommst Du
- 1974 Mama, du tanzt nie Rock'n Roll / Ich glaube, ich habe mich verliebt
- 1974 Oh, wie so wundersam / Kleine Squaw
- 1975 Käm doch einmal ein Seemann / Young Love
- 1975 Sugar Candy Kisses / Liebe heißt das Lied
- 1976 Save the Last Dance for Me / Baby, it's the Rain
- 1977 Natural Man / Teacher
- 1978 Parlez-moi d’amour / I'll Never Marry in the Summertime
- 1979 Boomerang / Come On Over To My Place
- 1980 Thank You Baby / Cats' Eyes
- 1980 4 on the Floor
- 1983 Flashdance – Tanz im Feuer / Atemlos
- 1986 Body Beat / Pride and Passion
- 1988 Heartbeat / Mood to Mood

## Auftritte in Filmen
- 1971 Tante Trude aus Buxtehude (mit dem Titel Alles was wir wolln auf Erden)